# Everytime We Touch (bài hát của Cascada)
"Everytime We Touch" là một bài hát của ban nhạc techno và Eurodance người Đức Cascada, nằm album đầu tay cùng tên năm 2006 của họ. Bài hát được hai DJ của ban nhạc Manian và Yanou viết lời, soạn nhạc và sản xuất. Tuy nhiên, phần viết lời/sáng tác lại ghi công credit cho Maggie Reilly, Stuart Mackilliop, và Peter Risavy, do bài hát mượn phần điệp khúc đĩa đơn cùng tên của Reilly. "Everytime We Touch" lần đầu được công ty Robbins Entertainment cho ra mắt ở Hoa Kỳ vào ngày 16 tháng 8 năm 2005. Sau những thành công ở Mỹ, bài hát được phát hành trên toàn thế giới một khi hợp tác với các hãng nhạc sàn như Zooland Records, All Around the World và Universal Music Group. Về phần âm nhạc, đây chính là ca khúc thuộc thể loại nhạc sàn châu Âu Eurodance được soạn bằng bộ đàn synthesizer, nhịp búa khoan và lời ca đậm chất Europop.
"Everytime We Touch" nhận được đánh giá tích cực từ phía nhà phê bình âm nhạc, đa số đều khen âm thanh dance-pop của bài hát phù hợp với thị hiếu của người Mỹ. Bài hát leo lên thứ hạng cao ở nhiều nước, trụ hạng trên hai mươi ba tuần ở nhiều quốc gia khác nhau, leo lên ngôi đầu bảng ở Ireland, Thuỵ Điển và leo lên được vị trí top 5 ở Áo, Pháp, Đức và Anh Quốc. "Everytime We Touch" còn đạt được thành công về mặt thương mại ở Hoa Kỳ, leo lên được vị trí thứ mười trên bảng xếp hạng Billboard Hot 100. Ca khúc nhận được chứng nhận bạch kim ở Hoa Kỳ nhờ vào tổng doanh số vượt qua một triệu bản. Video âm nhạc của bài hát kể về nữ ca sĩ hát chính Natalie Horler đang cố tìm cách trò chuyện với người cô yêu trong thư viện.

## Bối cảnh và phát hành
Phiên bản "Everytime We Touch" này được Manuel Reutier và Yann Pfeifer viết và soạn lời, và có mượn phần điệp khúc của phiên bản khác do Stuart MacKilliop, Maggie Reilly, và Peter Risavy viết lời và sáng tác. Reutier và Pfeifer tham gia sản xuất dưới tên DJ của họ lần lượt là DJ Manian và Yanou, và hai người họ cũng chính là hai DJ đã thành lập ban nhạc Cascada. Bài hát được thu âm và sản xuất tại các phòng thu Studio Plazmatek Cologne ở Cologne, Đức và Studio Plazmatek Erkrath ở Erkrath, Đức.
Bài hát được phát hành tại Hoa Kỳ vào ngày 16 tháng 8 năm 2005 dưới dạng đĩa đơn maxi, và dưới dạng đĩa đơn ở Cộng hoà Séc vào ngày ngày 14 tháng 7 năm 2006. Về sau, bài hát được phát hành lên cửa hàng iTunes vào ngày 31 tháng 3 năm 2006 ở dạng đĩa đơn maxi và ở dạng kỹ thuật số vào ngày 23 tháng 10 năm 2006. Đĩa đơn maxi được phát hành có các bản phối lại của 2-4 và Rocco với Bass-T cùng với bản phối ballad của Yanou. Ở nước Áo, "Everytime We Touch" ra mắt vào ngày 4 tháng 9 năm 2006 cùng định dạng với toàn bộ chín bài hát nằm trong đĩa maxi tại Hoa Kỳ nhưng ở thứ tự khác. Ngày 22 tháng 12 năm 2006, bài hát được cho ra mắt ở Đức dưới dạng maxi.

## Bài hát và các bản remix
"Everytime We Touch" là một bài hát có tiết tấu nhanh kéo dài 3 phút 16 giây thuộc thể loại Eurodance, sử dụng các nhạc cụ trống trầm, synthesizer và máy trống. Theo như phổ nhạc được Sony/ATV Music Publishing công bố trên trang Musicnotes.com, bài hát được soạn ở cung Fa thứ gồm có tổng cộng 142 nhịp mỗi phút. Giọng ca của Horler trải rộng trên một quãng tám, nốt thấp nhất là A♭3 và nốt cao nhất là B♭4. Nhiều nhà phê bình đương thời khi nhận xét "Everytime We Touch" cùng album chung tên với nó đã nhận thấy ca khúc có chất âm techno và dance-pop. Nữ giọng ca chính của nhóm nhạc Natalie Horler là người thể hiện nên bài hát này. Horler hát đoạn đầu tiên của bài hát dùng ít phần đệm ở nền. Khi đoạn điệp khúc (" 'Cause everytime we touch, I get this feeling/ And everytime we kiss, I swear I could fly") cất lên là lúc phần khí nhạc đập rộn như "búa khoan" cùng với âm đàn synthesizer "giật giật" mãnh liệt. Sau đoạn điệp khúc là phần breakdown phong cách techno tận dụng tiếng đàn phím staccato cùng với máy trống.
Các bản phối lại nằm trong đĩa đơn maxi chứa âm thanh nhạc quẩy phong cách châu Âu. Bản remix của Rocco vs. Bass-T có "một đoạn khí nhạc ngắt quãng ở giữa với một đoạn hoà tấu mẫu kỳ quặc ở một vài ô nhịp" với các đoạn giọng hát bị chia nhỏ ra từng khúc. Bản phối của Dan Winter thì có "dòng tổng hợp nhạc quẩy Euro dày đặc hơn, phần khí nhạc được kéo dài hơn" và mang ảnh hưởng của nhạc điện tử thập niên 80. Bản The Scarf! bắt đầu bài hát bằng đoạn giới thiệu breakbeat và sử dụng âm thanh phần verse được tinh chỉnh bóp méo. Bản phối lại của Verano chứa "giai điệu tổng hợp sung sức hơn trong các phần chuyển tiếp, nền nhạc bắt tai được điều khiển bằng tiếng chuông cho các đoạn vế và được nhấn nhá xuyên suốt [cả thời lượng] bằng một số cuộn trống chuyển tiếp đầy sáng tạo."

## Đánh giá chuyên môn
Kurt Kirton bên trang About.com chấm bài hát ba sao rưỡi trên tổng năm sao, khen ngợi bài hát "có giai điệu đầy mạnh mẽ và lôi kéo" và tính nhất quán của các bản phối lại nằm trong đĩa đơn maxi phát hành ở Hoa Kỳ. Anh còn nhận xét thêm rằng "The Original Mix là một ca khúc dance-pop hay." Sharon Mawer viết cho All Music Guide xướng tên "Everytime We Touch" là một trong những ca khúc hay nhất nằm trong album trong bài đánh giá của cô về album cùng tên với bài hát. Ken Barnes trực thuộc USA Today ca ngợi bài hát là một "thứ pha chế cực kỳ có sức lan toả" trong bài đánh giá của anh về album cùng tên.  Marc Vera phía bên Entertainment Weekly đã yêu thích bài hát, và viết rằng "Đúng thế, bài hát dù khá là chung chung, thuộc thể loại nhịp đập thình thịch, nhưng nó vẫn cực kỳ hấp dẫn dữ đấy." Kelefa Sanneh bên The New York Times nhận xét rằng bài hát "vô liêm sỉ hơn là tha thiết" và ca ngợi nó là "một bản nhạc dance-pop tràn đầy năng lượng". Chuck Taylor tán dương bài hát mang "giọng ca hay, giai điệu mê hoặc và phần sản xuất đầy năng lượng" bên trang Billboard và xác nhận rằng công thức ấy "đã làm cho bài hát trở nên khác biệt và đúng thật là như vậy khi so với các bài khác trong top 40."

## Diễn biến thương mại
"Everytime We Touch" lần đầu xuất hiện ở bảng xếp hạng Billboard Hot 100 Hoa Kỳ sau gần năm tháng phát hành ở vị trí thứ 86 trong tuần ngày 17 tháng 12 năm 2005. Sang tuần kế tiếp, bài hát leo 24 bậc lên vị trí thứ 62. Một khi tụt xuống vị trí thứ năm mươi sáu sau khi tăng liên tục, bài hát đã tăng trở lại lên vị trí thứ bốn mươi chín. Bài hát tiếp tục leo lên bảng xếp hạng trong vòng sáu tuần cho đến tuần ngày 11 tháng 3 năm 2006 thì dừng chân ở vị trí cao nhất là thứ mười. "Everytime We Touch" dao động trong top 20 trong chín tuần sau khi đạt đỉnh trên bảng xếp hạng. Bài hát rời khỏi Billboard Hot 100 ở tuần ngày 22 tháng 7 năm 2006 sau khi dành ra 31 tuần trên đó và trở thành đĩa đơn trụ hạng lâu nhất của Cascada ở đấy. Bài hát đã được chứng nhận vàng vào ngày 3 tháng 5 năm 2006 với doanh số vượt quá 500.000 bản và vào ngày 2 tháng 11 năm 2006 thì đạt chứng nhận bạch kim với hơn một triệu bản được bán ra. Đến nay, bài hát đã bán được hơn 2,5 triệu lượt tải xuống và 7.000 đĩa maxi. Tại Thuỵ Điển, bài hát ra mắt trên bảng xếp hạng Singles Top 60 ở vị trí thứ 57 trong tuần ngày 11 tháng 5 năm 2006. Trong tuần ngày 7 tháng 9 năm 2006, bài hát đã đạt đến ngôi vị quán quân sau gần mười tuần nằm trong top 5. "Everytime We Touch" đã dành tổng cộng 41 tuần trên bảng xếp hạng này, được chứng nhận bạch kim kép ở Thuỵ Điển sau khi bán được 40.000 lượt tải xuống kỹ thuật số.
Bài hát đã đạt được thành công lớn trên bảng xếp hạng trên lãnh thổ Vương quốc Anh. Tại Anh Quốc, "Everytime We Touch" ra mắt trên bảng xếp hạng UK Singles Chart ở tuần ngày 30 tháng 7 năm 2006. Tuần tiếp theo, bài hát đã tăng 37 bậc từ 41 lên vị trí thứ 4. "Everytime We Touch" đạt đến vị trí cao nhất là thứ hai và tiếp tục trụ hạng trong hơn ba mươi tuần. Tại Ireland, bài hát ra mắt trên bảng xếp hạng Singles Top 50 ở vị trí thứ bảy và được xếp là bài hát có thứ hạng ra mắt cao nhất trong tuần đó. "Everytime We Touch" đã leo lên vị trí số một trong tuần thứ ba, đánh bại "Hips Don't Lie" của ca sĩ người Colombia Shakira sau khi ca khúc vừa kể đã dành chín tuần ở vị trí số một trên bảng xếp hạng. Bài hát ở đó thêm một tuần rồi bị vượt qua bởi "SexyBack" của Justin Timberlake, nhưng cũng đã chiếm lại vị trí đầu bảng từ tay Timberlake sau bốn tuần giữ vị trí thứ hai và giữ nguyên dẫn đầu đó trong ba tuần nữa.
Tại Hà Lan, "Everytime We Touch" ra mắt ở vị trí thứ 40 trong tuần ngày 16 tháng 9 năm 2006. Sau nhiều tuần dao động trong top 30, bài hát đã đạt vị trí thứ 13 trong tuần thứ sáu. Tuần kế tiếp, bài hát leo lên vị trí cao nhất ở vị trí thứ 10. Tại Pháp, "Everytime We Touch" ra mắt ở vị trí cao nhất là số hai, được xếp vào danh sách ca khúc ra mắt cao nhất trên bảng xếp hạng trong tuần ngày 28 tháng 10 năm 2006. Ca khúc đã duy trì vị trí cao nhất trong ba tuần và nằm trong top 10 trong 16 lần chạy trên bảng xếp hạng kéo dài 37 tuần của bài hát. Tại Thuỵ Sĩ, bài hát đạt vị trí thứ 22 và dao động trong top 50 với 17 trong tổng số 24 tuần trụ hạng. Tại Áo, "Everytime We Touch" trụ tổng cộng 21 tuần trên bảng xếp hạng Singles Top 75, đạt vị trí cao nhất là thứ 15. "Everytime We Touch" đã thành công về mặt thương mại trong nước. Trong tuần ngày 26 tháng 1 năm 2007, bài hát ra mắt trên bảng xếp hạng Singles Top 100 ở vị trí thứ tám. Hai tuần sau, bài hát đạt vị trí thứ năm. Ca khúc đã trụ lại tổng cộng mười chín tuần trên bảng xếp hạng, và dừng lại ở vị trí thứ chín mươi sáu trong tuần ngày 18 tháng 1 năm 2008.

## Định dạng và danh sách bài hát
| - Đĩa đơn maxi Hoa Kỳ 1. "Everytime We Touch" – 3:19 2. "Everytime We Touch" (Rocco vs. Bass-T remix radio edit) – 3:06 3. "Everytime We Touch" (Dan Winter radio edit) – 3:38 4. "Everytime We Touch" (Verano radio edit) – 3:23 5. "Everytime We Touch" (original mix) – 5:34 6. "Everytime We Touch" (Rocco vs. Bass-T remix) – 5:42 7. "Everytime We Touch" (Dan Winter remix) – 6:37 8. "Everytime We Touch" (Scarf! remix) – 5:34 9. "Everytime We Touch" (Verano remix) – 5:50 - Đĩa đơn maxi Áo 1. "Everytime We Touch" (Dan Winter remix) – 3:19 2. "Everytime We Touch" (Verano remix) – 3:06 3. "Everytime We Touch" (Rocco vs. Bass T remix) – 3:25 4. "Everytime We Touch" (original club mix) – 3:37 5. "Everytime We Touch" (Scarf! remix) – 5:34 6. "Everytime We Touch" (Dan Winter edit) – 5:33 7. "Everytime We Touch" (Verano edit) – 5:42 8. "Everytime We Touch" (Rocco vs. Bass T radio cut) – 5:52 9. "Everytime We Touch" (radio edit) – 6:35 - Đĩa đơn maxi Đức 1. "Everytime We Touch" (radio edit) – 3:17 2. "Everytime We Touch" (2-4 Grooves radio mix) – 3:00 3. "Everytime We Touch" (Rocco vs. Bass-T radio edit) – 3:04 4. "Everytime We Touch" (original club mix) – 5:31 5. "Everytime We Touch" (ballad version) – 3:19 6. "Everytime We Touch" (89ers radio edit) – 3:29 | - Đĩa đơn maxi Pháp 1. "Everytime We Touch" (radio edit) – 3:17 2. "Everytime We Touch" (Yanou's Candlelight mix) – 3:15 3. "Everytime We Touch" (Rocco vs. Bass-T radio edit) – 3:04 4. "Everytime We Touch" (club mix) – 5:31 5. "Everytime We Touch" (2-4 Grooves Remix) – 6:15 - Đĩa đơn kỹ thuật số Canada 1. "Everytime We Touch" – 3:16 - Đĩa đơn kỹ thuật số ở Cộng hoà Séc 1. "Everytime We Touch" – 3:17 2. "Everytime We Touch" (Rocco vs. Bass-T radio cut) – 3:04 - Đĩa đơn maxi ở Anh Quốc 1. "Everytime We Touch" (radio edit) – 3:18 2. "Everytime We Touch" (Styles and Breeze mix) – 5:35 3. "Everytime We Touch" (Rocco vs. Bass-T remix) – 5:42 4. "Everytime We Touch" (Dan Winter remix) – 6:38 5. "Everytime We Touch" (Flip & Fill remix) – 5:45 6. "Everytime We Touch" (KB Project remix) – 5:31 7. "Everytime We Touch" (Dancing DJ's remix) – 5:29 8. "Everytime We Touch" (Kenny Hayes remix) – 6:05 9. "Everytime We Touch" (Yanou's Candlelight mix) – 3:19 10. "Everytime We Touch" (original club mix) – 5:30 11. "Everytime We Touch" (Scarf! remix) – 5:35 |

## Bảng xếp hạng
| Bảng xếp hạng (2005–2007)                 | Vị trí cao nhất |
| ----------------------------------------- | --------------- |
| Úc (ARIA)                                 | 61              |
| Áo (Ö3 Austria Top 40)                    | 13              |
| Bỉ (Ultratop 50 Flanders)                 | 32              |
| Bỉ (Ultratop 50 Wallonia)                 | 7               |
| Canada (Nielsen SoundScan)                | 2               |
| Canada CHR/Pop Top 30 (Radio & Records)   | 5               |
| CIS (Tophit)                              | 13              |
| Cộng hòa Séc (Rádio Top 100)              | 46              |
| Châu Âu (Eurochart Hot 100)               | 5               |
| Phần Lan Download (Latauslista)           | 16              |
| Pháp (SNEP)                               | 2               |
| Đức (GfK)                                 | 5               |
| Ireland (IRMA)                            | 1               |
| Hà Lan (Dutch Top 40)                     | 10              |
| Hà Lan (Single Top 100)                   | 12              |
| Scotland (OCC)                            | 2               |
| Thụy Điển (Sverigetopplistan)             | 1               |
| Thụy Sĩ (Schweizer Hitparade)             | 22              |
| Anh Quốc (OCC)                            | 2               |
| Hoa Kỳ Billboard Hot 100                  | 10              |
| Hoa Kỳ Adult Contemporary (Billboard)     | 28              |
| Hoa Kỳ Dance Singles Sales (Billboard)    | 2               |
| Hoa Kỳ Dance/Mix Show Airplay (Billboard) | 1               |
| Hoa Kỳ Pop Airplay (Billboard)            | 7               |

| Bảng xếp hạng (2006)                      | Vị trí |
| ----------------------------------------- | ------ |
| CIS (TopHit)                              | 45     |
| Châu Âu (Eurochart Hot 100)               | 13     |
| Pháp (SNEP)                               | 12     |
| Hà Lan (Dutch Top 40)                     | 44     |
| Hà Lan (Single Top 100)                   | 50     |
| Thụy Điển (Sverigetopplistan)             | 5      |
| Anh Quốc (OCC)                            | 15     |
| Hoa Kỳ Billboard Hot 100                  | 31     |
| Hoa Kỳ Dance/Mix Show Airplay (Billboard) | 5      |

| Bảng xếp hạng (2007)           | Vị trí |
| ------------------------------ | ------ |
| Belgium (Ultratop 50 Wallonia) | 37     |
| Châu Âu (Eurochart Hot 100)    | 24     |
| Pháp (SNEP)                    | 23     |
| Đức (Official German Charts)   | 52     |
| Thụy Sĩ (Schweizer Hitparade)  | 86     |

## Chứng nhận
| Quốc gia | Chứng nhận  | Số đơn vị/doanh số chứng nhận |
| --- | ----------- | ----------------------------- |
| Canada (Music Canada) | Bạch kim    | 40.000*                       |
| Đan Mạch (IFPI Đan Mạch) | Bạch kim    | 90.000‡                       |
| Phần Lan (Musiikkituottajat) | Vàng        | 5,814                         |
| Pháp (SNEP) | Bạch kim    | 320,000                       |
| Đức (BVMI) | 2× Bạch kim | 1.000.000‡                    |
| Ý (FIMI) | Vàng        | 25.000‡                       |
| Thụy Điển (GLF) | 2× Bạch kim | 40.000^                       |
| Anh Quốc (BPI) | 2× Bạch kim | 1.200.000‡                    |
| Hoa Kỳ (RIAA) | Bạch kim    | 1.000.000                     |
| * Chứng nhận dựa theo doanh số tiêu thụ. ^ Chứng nhận dựa theo doanh số nhập hàng. ‡ Chứng nhận dựa theo doanh số tiêu thụ và phát trực tuyến. |             |                               |

## Lịch sử phát hành
| Quốc gia | Ngày                      | Định dạng                   | Hãng thu âm     |
| -------- | ------------------------- | --------------------------- | --------------- |
| Hoa Kỳ   | ngày 16 tháng 8 năm 2005  | Đĩa đơn maxi                | Robbins         |
| Canada   | ngày 21 tháng 3 năm 2006  | Tải xuống kỹ thuật số       | Robbins         |
| Anh Quốc | ngày 24 tháng 7 năm 2006  | Tải xuống kỹ thuật số       | Zooland         |
| Úc       | ngày 16 tháng 10 năm 2006 | CD                          | Central Station |
| Đức      | ngày 22 tháng 12 năm 2006 | Đĩa đơn maxi                | Universal       |
| Úc       | ngày 23 tháng 1 năm 2010  | Các bản remix – đĩa mở rộng | Central Station |